# Dutch Album Top 100
Dutch Album Top 100 — щотижневий список музичних альбомів, складений Dutch Charts. Список показує 100 музичних альбомів, які найбільше транслюються та продаються на цю мить у Нідерландах.

## Створення двох чартів альбомів
NOS склав найкращу 10 Hilversum 3 LP від 23 травня 1969 року. Це робить його найстарішим списком альбомів у Нідерландах. Зі створенням Національного хіт-параду 27 червня 1974 року композицію переймає Buma/Stemra З кінця 1977 року Intomart збирав дані для списку під егідою Buma/Sterma. У 1993 році було засновано Mega Top 50 Foundation для складання (Mega) Top 100 альбомів (пізніше Mega Top 100 Foundation). У 1999 році Mega Album Top 100 об'єднався з альбомом Top 100 Dutch Top 40 Foundation. З цього моменту компіляція була зроблена Mega Charts BV (теперішня назва GfK Dutch Charts).
Після LP Top 10 через пів року був опублікований другий список альбомів, який отримав назву LP Top 20. Це було складено кожні два тижні з 6 грудня 1969 року Radio Veronica та журналом Stereo Revue. З 1974 року «список альбомів Вероніки» складався Dutch Top 40 Foundation.Після злиття списків альбомів Dutch Top 40 Foundation і Mega Top 100 Foundation у 1999 році було вирішено офіційно скасувати обидва списки альбомів, і продовжити з одним спільним альбомом Top 100. Список Dutch Top 40 Foundation припинив своє існування, замість нього новий Album Top 100 фактично став продовженням списку Mega Top 100 Foundation.
Між 2011 і 2016 роками Dutch Top 40 Foundation знову мав власний список альбомів, Album Top 40.

## Історія списку NOS, Buna/Sterma та GfK Dutch Charts
З роками кількість записів у списку альбомів зросла. Крім того, назву списку регулярно змінювали.
| Від                  | До                   | Назва списку альбомів                   |
| -------------------- | -------------------- | --------------------------------------- |
| 28 червня 1969 р.    | 7 вересня 1974       | Hilversum 3 LP Top 10                   |
| 7 вересня 1974       | 7 січня 1978 р.      | Національний Хіт Парад LP Top 20        |
| 7 січня 1978 р.      | 10 червня 1978 р.    | Національний Хіт Парад LP Top 30        |
| 10 червня 1978 р.    | 16 листопада 1985 р. | Національний Хіт Парад LP Top 50        |
| 23 листопада 1985 р. | 27 вересня 1986      | Національний Хіт Парад LP Top 75        |
| 4 жовтня 1986 р.     | 17 вересня 1988      | Національний загальний Top 75           |
| 24 вересня 1988      | 16 грудня 1989       | Національний загальний Top 100          |
| 16 грудня 1989       | 15 травня 1991 р.    | LP-MC-CD Top 100 (Національний Top 100) |
| 15 травня 1991 р.    | 6 лютого 1993 р.     | CD/MC Top 100 (Національний Top 100)    |
| 6 лютого 1993 р.     | 6 березня 1993 р.    | Альбом Top 100                          |
| 6 березня 1993 р.    | 10 липня 1999        | Мегаальбом Top 100                      |
| 10 липня 1999        | досі                 | Top 100 альбомів                        |

З 25 жовтня 1975 року по 10 червня 1978 року було складено окрему збірку Top 10 LP, яка включала альбоми з хітами різних виконавців, а також альбоми «найбільших хітів» одного виконавця. У той період ці альбоми не виходили до Top 20/Top 30 альбомів. Крім того, у 1990 році протягом кількох місяців існував окремий чарт альбомів-компіляцій, вони залишалися поза Top 100 альбомів.
Наприкінці 1975 року на короткий час існував окремий Musi-Cassete Top 10. невідомо скільки проіснував цей список і чи використовувався продажі музичних касет для складання тогочасного списку платівок.
На початку грудня 1977 року LP Top 20 вже було розширено до LP Top 30, але використовувався лише в радіопередачах і в Hitkrant з січня 1978 року.
До жовтня 1986 року компакт-диски не виходили до складу Elpee Top 50/Elpee Top 75. Компакт-диски входили в окремий CD Top 10 з грудня 1985 по вересень 1986 року. Це також було надруковано у виданні National Hit Parade. З жовтня 1986 року компакт-диски, МС і платівки разом враховувалися в Національному рейтингу 75/Національному загальному рейтингу 100.
З липня 1999 року альбом Top 100 був єдиним голандським списком альбомів. Album Top 100 є продовженням Mega Album Top 100, оскільки списки минулого тижня та кількість тижнів у друкованій копії Charts на цю дату стосуються списку альбомів Mega Top 100 Foundation від 3 липня 1999 року.
Починаючи з 1993 року, у цій сотні найкращих альбомів відбулася низка змін:
- 6 лютого 1993 року альбоми-компіляції (хіти різних виконавців) були вилучені з Top 100 альбомів і поміщені в окремий Top 30 альбомів-компіляцій (пізніше: Top 30 збірок)
- 4 січня 2003 року старіші альбоми — щонайменше дворічної давності — були вилучені з Top 100 альбомів і поміщені в Top 50 попереднього каталогу. Поточні альбоми, які залишилися в списку Top 100 через два роки, також були видалені з каталогу, списку, незалежно від позиції, яку займав альбом в той час. Прикладом цього є Deleted Scenes from the Cutting Room Floor(інші мови) від Caro Emerald, який було вилучено зі списку в лютому 2012 року, коли він стояв у списку рівно два роки, але все ще перебував у Top 100 альбомів (під номер 24). Наступного тижня він був розміщений у Black Catalog Top 50.
- 17 квітня 2010 року було введено новий, додатковий список альбомів, — CombiAlbum Top 100. У ньому були перераховані всі альбоми, включаючи збірки та альбоми попереднього каталогу які не увійшли до звичайного альбому Top 100.
- 7 липня 2012 року альбоми попереднього каталогу знову були включені до регулярного альбому Top 100 (як старих, так і нових). З цього моменту альбоми з нижчою закупівельною ціною були розміщені в наступнику Black Catalog Top 50:Midprice Top 50. Для CombiAlbum Top 100 різниці в закупівельної ціні не проводилося; тому цей список також може містити цитати з 50 найпопулярніших компаній середньої ціни.
- 1 жовтня 2015 року аудіопотоки також зараховуються до складу Top 100 альбомів. Потоки включаються за такою формулою: загальна кількість потоків усіх треків ділиться на 2150, результат дорівнює 1 завантаженню.
- 20 березня 2019 року CombiAlbum Top 100, Midcore Top 50 і ряд інших чартів були видалені.[5] Відтоді Dutch Charts складає лише Top 100 альбомів Тор 100 синглів, Тор 30 окремих альбомів і Тор 30 компіляцій. Мінімальна ціна покупки альбомів складає 8,01 євро (платівки/компакт-диски) або мінімальна ціна продажу 6,99 євро за завантаження. Альбоми нижче цієї категорії раніше виходили до Midprice Top 50[nl], але ці альбоми більше не мали права на місце в чарті. Однак у січні 2020 року правила композиції альбомів Top 100 були скориговані, і відтоді дешеві альбоми (середньої ціни) знову змогли потрапити в рейтинг альбомів Тор 100. Формула для підрахунку аудіопотоків залишилася незмінною.
- У період з 2003 по 2012 рік старі альбоми входили в Тор 100 альбомів. Це були перевидані альбоми, часто з бонусним матеріалом. Іноді причина була менш ясною. Наприклад, альбом The Platinum Collection (Greates Hits, I, II & III) від Queen 2000 року був у 100 найкращих альбомів у 2005 році, хоча альбому було вже понад 2 років.

## Історія списку Veronica/Stiching Dutch Top 40
З роками список Вероніки мав різну довжину. Перший альбом Тор 20 вийшов у грудні 1969 року і виходив кожні два тижні. З початку 1971 року список був розширений до LP Top 50, який складався раз на місяць. Однак з 18 вересня 1971 року список був скорочений до Тор 20 і з'являвся щотижня.
Після того як Radio Veronica зникла як офшорна станція, 7 вересня 1974 року Голландський фонд Тор 40 розширив 20 найкращих до 50 найкращих.
Починаючи з 1982 року, альбоми, які часто рекламувалися за допомогою телевізійної реклами, були представлені в окремому списку: Teevee LP Top 10 (пізніше Тор 15) — це були переважно збірники альбомів. Однак платівка, як-от The Concert in Central Park від Simon and Garfunkel, також була там тижнями.
З 6 квітня 1985 року альбоми знову були включені до звичайного списку, і список був розширений до LP Top 75.
Окремий CD Top 40 входив нерегулярно між груднем 1987 року та серпнем 1988 року. Звичайний список альбомів було перейменовано в LP/MC Top 75.
З вересня 1988 року LP/MC Top 75 було розширено до 100 найкращих. Назва була змінена на Album Top 100, оскільки цей список включав MC та CD на додаток до LP. Згаданий CD Top 40 був скасований.
З жовтня 1992 року альбоми-збірки знову були вилучені з Тор 100 альбомів і розміщені в окремому Тор 25 альбомів-компіляцій.
10 липня 1999 року Тор 100 альбомів Dutch Top 40 Foundation було припинено, залишивши лише 1 альбомний чарт у Нідерландах.
З 9 квітня 2011 року Dutch Top 40 Foundation, знову склав хіт-парад альбомів. Цей список включав нові та старі альбоми, а також альбоми-компіляції. Список був названий на честь спонсора: Media Markt Album Top 40. Цей список альбомів припинився на початку січня 2016 року.

## Копії
Були опубліковані друковані копії різних чартів альбомів (GfK Dutch Charts), які виходили з 1969 по 2003 рік. Загалом, історія цих друкованих екземплярів така ж, як y Dutch Single Top 100. З 2003 року друковані примірники більше не публікуються. Список Голландського фонду Тор 40 завжди публікувався в друкованому вигляді між 1969 і 1999 роками.

## Найбільш продавані альбоми
З 1978 року щорічні списки Buma/Sterna та GfK Dutch Charts складаються виключно на основі даних про продажі
- 1971: The Rolling Stones — Sticky Fingers[7]

- 1972: Neil Young — Harvest[8]

- 1973: Demis Roussos — Forever and ever(інші мови)[9]

- 1974: Soundtrack / Andrew Lloyd Webber — Jesus Christ Superstar[10]

- 1975: Robert Long(інші мови) — Vroeger of later[11]

- 1976: Soundtrack / Ennio Morricone — Once upon a time in the west[12]

- 1977: The Eagles — Hotel California[13]

- 1978: Soundtrack — Saturday night fever[14]

- 1979: Meat Loaf — Bat out of hell[15]

- 1980: BZN(інші мови) — Grootste hits[16]

- 1981: Timi Yuro(інші мови) — All alone am I[17]

- 1982: Simon & Garfunkel — The concert in Central Park[18]

- 1983: Michael Jackson — Thriller[19]

- 1984: Lionel Richie — Can't slow down[20]

- 1985: Bruce Springsteen — Born in the U.S.A.[21]

- 1986: Madonna — True blue[22]

- 1987: U2 — The Joshua tree[23]

- 1988: Fleetwood Mac — Tango in the night[24]

- 1989: Gloria Estefan & Miami Sound Machine — Anything for you[25]

- 1990: Toto — Past to present 1977-1990[26]

- 1991: Dire Straits — On every street[27]

- 1992: Queen — Greatest hits II[28]

- 1993: Soundtrack — The bodyguard[29]

- 1994: Mariah Carey — Music box[30]

- 1995: André Rieu — Strauß & co[31]

- 1996: Céline Dion — Falling into you[32]

- 1997: Marco Borsato — De waarheid[33]

- 1998: Marco Borsato — De bestemming[34]

- 1999: Andrea Bocelli — Sogno[35]

- 2000: Marco Borsato — Luid en duidelijk[36]

- 2001: K-otic — Bulletproof[37]

- 2002: Marco Borsato — Onderweg[38]

- 2003: Robbie Williams — Escapology[39]

- 2004: Norah Jones — Feels like home[40]

- 2005: Katie Melua — Piece by piece[41]

- 2006: Jan Smit — Op weg naar geluk[42]

- 2007: Katie Melua — Pictures[43]

- 2008: Amy Winehouse — Back to Black[44]

- 2009: Adele — 19[45]

- 2010: Caro Emerald — Deleted scenes from the cutting room floor(інші мови)[46]

- 2011: Adele — 21[47]

- 2012: Adele — 21

- 2013: Marco Borsato(інші мови) — Duizend spiegels(інші мови)[48]

- 2014: The Common Linnets — The Common Linnets[49]

- 2015: Adele — 25[50]

- 2016: Adele — 25

- 2017: Ed Sheeran — ÷[51]

- 2018: Josylvio(інші мови) — Hella Cash[52]

- 2019: Frenna(інші мови) — Francis[53]

- 2020: Pop Smoke — Shoot For The Stars Aim For The Moon[54]

- 2021: Adele — 30[55]

- 2022: Harry Styles — Harry's House[56]

- 2023: The Rolling Stones — Hackney Diamonds[57]

## Найдовші альбоми в Тор 100
У списку нижче вказується список альбомів Hilversum III/Nationale Hitparade/Megacharts/GfK. Відзначаються всі альбоми, які були в списку принаймні 200 тижнів. Альбоми, виділені жирним шрифтом все ще були в списку за травень 2024 року. Для альбомів з однаковою кількістю тижнів — альбом, який досяг цього числа першим(найстаріший), знаходиться вгорі.
- 556: Adele — 21
- 448: André Hazes — De Hazes 100[58]
- 444: Dire Straits — Brothers in Arms[59]
- 440: Adele — 25
- 424: Ed Sheeran — x[60]
- 403: Arctic Monkeys — AM[61]
- 377: Ed Sheeran — ÷
- 365: Lil' Kleine — Alleen[62]
- 339: Buena Vista Social Club — Buena Vista Social Club[63]
- 319: Fleetwood Mac — Rumours[64]
- 318: Broederliefde — Hard Work Pays Off 2[65]
- 303: Bruno Mars — Doo-Wops & Hooligans[66]
- 291: Kensington — Rivals[67]
- 285: Amy Winehouse — Back to Black
- 269: Billie Eilish — When We All Fall Asleep, Where Do We Go?[68]
- 267: XXXTentacion — 17[en][69]
- 266: Майкл Джексон — Thriller
- 262: Juice WRLD — Goodbye & Good Riddance[70]
- 262: Льюїс Капалді — Divinely Uninspired to a Hellish Extent[71]
- 258: Андре Газес — Al 15 jaar gewoon André[72]
- 255: Justin Bieber — Purpose[73]
- 254: Soundtrack/Lady Gaga & Бредлі Купер — A Star Is Born[74]
- 249: Bob Marley & The Wailers — Legend[75]
- 241: Nirvana — Nevermind[76]
- 236: Post Malone — Hollywood's Bleeding[77]
- 232: Harry Styles — Fine Line[78]
- 231: Imagine Dragons — Evolve[79]
- 230: Harry Styles — Harry Styles[80]
- 220: The Weeknd — Starboy[81]
- 218: Imagine Dragons — Night Visions[82]
- 218: The Weeknd — After Hours[83]
- 212: Dua Lipa — Future Nostalgia[84]
- 204: Boef — Slaaptekort[85]